# Laske-Vedums landskommun
Laske-Vedums landskommun var en tidigare kommun i dåvarande Skaraborgs län.

## Administrativ historik
Kommunen inrättades i (Laske-)Vedums socken i Laske härad i Västergötland när 1862 års kommunalförordningar trädde i kraft. Namnet var före 1 januari 1886 Vedums landskommun (bytet beslutat 17 april 1885).
I kommunen inrättades 4 december 1925 Vedums municipalsamhälle.
Vid kommunreformen 1952 uppgick landskommunen med municipalsamhället i Vedums landskommun som 1967 uppgick i Vara köping som 1971 ombildades till Vara kommun.

## Politik

### Mandatfördelning i Laske-Vedums landskommun 1938-1946
| 4 | 3 | 5 | 8 |

| 19 |

| 4 | 1 | 6 | 2 | 7 |

| 19 |

| 11 | 9 |

| 20 |